# Webster Peaks, Östantarktis
Webster Peaks är en bergstopp i Antarktis. Den ligger i Östantarktis. Australien gör anspråk på området. Toppen på Webster Peaks är 1 593 meter över havet.
Terrängen runt Webster Peaks är huvudsakligen platt, men österut är den kuperad. Trakten är obefolkad. Det finns inga samhällen i närheten. 